# The Girlie Show Tour
The Girlie Show è stato il quarto tour di concerti della cantautrice statunitense Madonna, a supporto del suo quinto album in studio Erotica (1992).
Il tour prende il nome da una tela a olio del 1941 del pittore statunitense Edward Hopper, intitolata appunto The Girlie Show. Madonna portò il suo tour in America, Europa, Asia e Oceania, toccando per la prima volta nella sua carriera anche paesi quali Turchia, Israele e Australia. 
La tournée fu un notevole successo mondiale, incassando circa 70 milioni di dollari. 
Per i concerti londinesi vennero venduti trentamila biglietti in appena 10 minuti registrando, alla fine, il tutto esaurito in entrambe le date.

## Storia

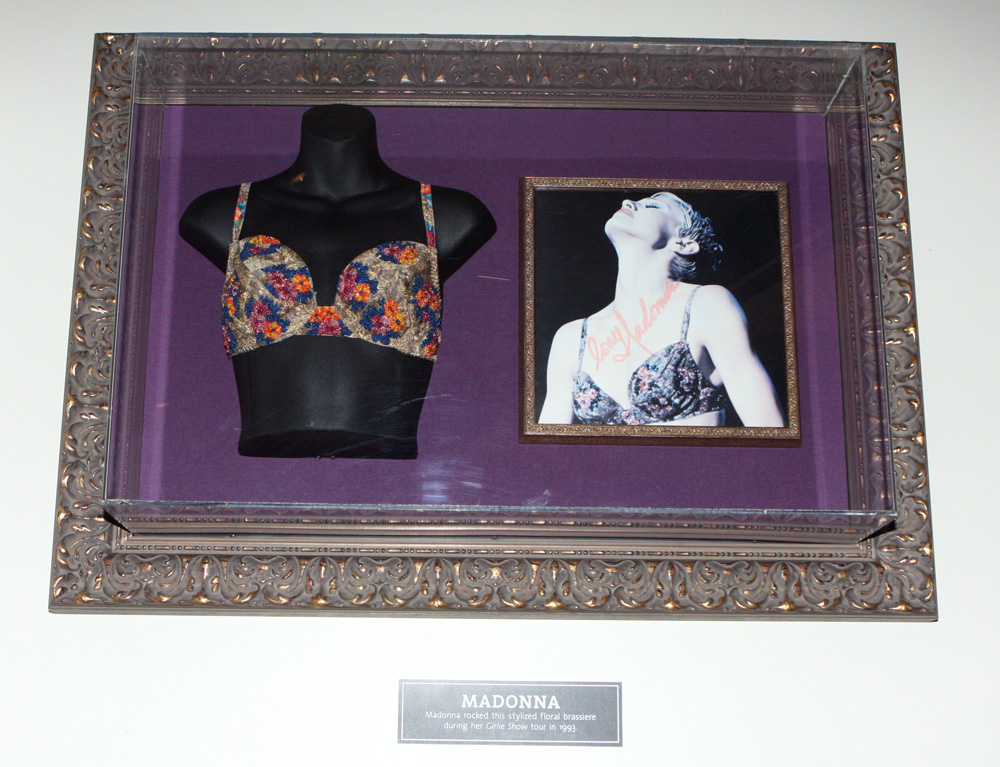
Il reggiseno indossato da Madonna nel secondo atto dello show

Madonna, dopo l'estenuante esperienza del Blond Ambition Tour, aveva dichiarato che non sarebbe mai più andata in tour, tuttavia le sono bastati soli tre anni per cambiare idea. Il 25 settembre del 1993 dallo Stadio di Wembley di Londra parte, quindi, il tour mondiale, che poi si è concluso a Tokyo il 19 dicembre dello stesso anno.
Lo show venne diretto e progettato dal fratello di Madonna Christopher Ciccone. Lo spettacolo viene descritto come un miscuglio tra un concerto rock, uno spettacolo di moda, uno spettacolo carnevalesco, uno spettacolo di cabaret e uno spettacolo di burlesque.
Il palco usato per lo spettacolo è molto più complesso rispetto a quelli usati durante i tour precedenti della cantante. Ha, infatti, una passerella che porta dalla parte centrale del palco principale ad un palco più piccolo a livello sottoelevato, tramite una piccola scalinata di collegamento. È dotato, inoltre, di una piattaforma girevole al centro del palco principale, e nella parte posteriore dello stesso è possibile notare dei balconi. Sopra il palco si nota la scritta "Girlie Show". Gli abiti per lo show sono stati disegnati dagli stilisti italiani Dolce & Gabbana, che realizzeranno ben 1500 costumi di stoffe raffinate e d'impatto.

## Controversie e problemi
Madonna, come nel precedente tour, ha dovuto affrontare vari problemi. In Germania, a causa dei contenuti del concerto, dichiarati "pornografici", alcuni movimenti politici spinsero l'organizzazione a cancellare la data di Francoforte, malgrado fossero già stati venduti 13.000 biglietti. Il 2 di ottobre 1993 lo spettacolo avrebbe dovuto fare tappa al Forum di Assago nell'Hinterland milanese, ma a causa della mancanza di spazi adeguati, dovuti soprattutto alle dimensioni del palco, lo show fu eliminato. Anche in Israele il tour fu accompagnato da polemiche, sostenute da alcuni ortodossi ebrei che chiedevano la cancellazione dello spettacolo di Tel Aviv. A Portorico si è urlato allo scandalo dopo che Madonna ha strofinato la bandiera del paese tra le gambe sul palco.

## Sinossi

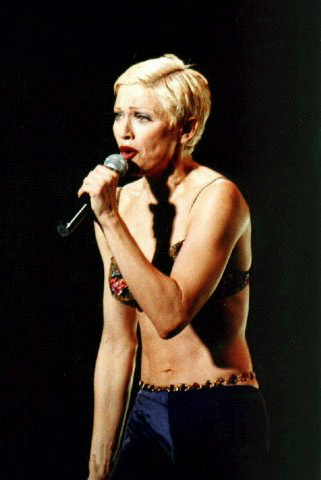
Madonna durante lo show

Il direttore artistico, Christopher Ciccone, ha diviso il concerto in tre atti più un encore: Dominatrix, ispirato al BDSM ma anche con influenze indiane, Studio 54, che ha come tema le discoteche anni '70, Weimar Cabaret, che comprende un omaggio a Marlene Dietrich e dei numeri stile burlesque, e infine l'Encore.

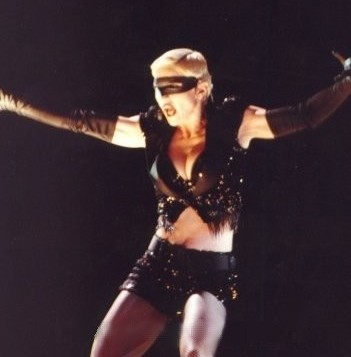
Madonna durante Erotica

Lo spettacolo inizia con il suono di una fanfara circense al termine della quale, da dietro una tenda rossa appare Pierrot, che farà diverse brevi apparizioni durante tutto lo spettacolo. Vicino a Pierrot una ballerina a seno nudo introduce l'esibizione di Madonna ballando su un lungo palo. Madonna, vestita con un abito da dominatrice, entra in scena su una piattaforma illuminata facendo oscillare una frusta mentre canta in playback Erotica . Alla fine della canzone Madonna si spoglia del suo gilet, della maschera e dei guanti mentre partono le note di Fever nella quale la cantante balla in modo allusivo con due ballerini che indossano solo un paio di slip neri, prima di scomparire, alla fine della esibizione, insieme ai ballerini tra le fiamme. Segue una intro a tema India, al termine della quale Madonna e i ballerini eseguono Vogue con degli abiti in stile indù. L'ultima canzone di questa sezione è Rain, che termina con un intervallo di danza tra le note di Singing in the Rain.

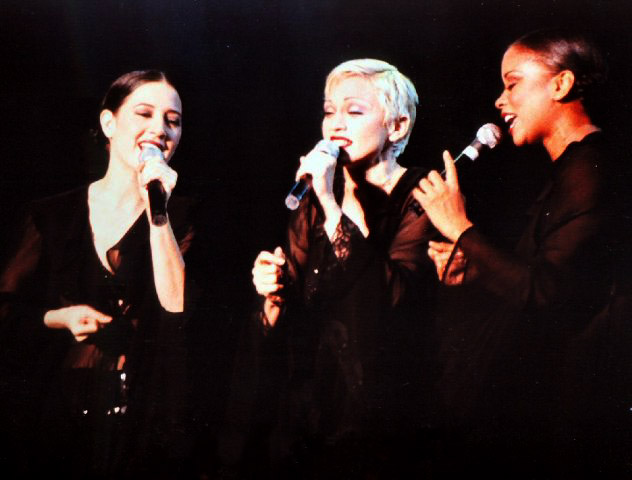
Madonna e le coriste durante Rain

Si apre la seconda parte dello spettacolo. Madonna scende dal tetto su una gigantesca strobosfera indossando una parrucca afro bionda (ispirata al film Venere bionda del 1932 in cui recita Marlene Dietrich) e cantando Express Yourself, durante la quale lei e le coriste riproducono l'ambientazione di una discoteca anni settanta, e Deeper and Deeper, al termine della quale Madonna si toglie la parrucca e lei e i suoi ballerini simulano un'orgia. Seguono Why's It So Hard e In This Life , dedicata ai suoi amici Martin Burgoyne e Christopher Flynn, scomparsi pochi anni prima a causa dell'AIDS. Alla fine di In this Life riappare la figura di Pierrot.
Nel secondo intermezzo, tra le note di The Beast Within, i ballerini mettono in scena un ballo apocalittico con varie allusioni erotiche, al termine del quale inizia una versione completamente irriconoscibile di Like a Virgin, interpretata da Madonna come omaggio diretto alla scomparsa Marlene Dietrich, morta nel maggio del 1992. La canzone venne rallentata e cantata con un voluto accento tedesco, concludendosi con un accenno del cavallo di battaglia dell'attrice morta, Falling in love again tratto dal film Venere bionda del 1932.

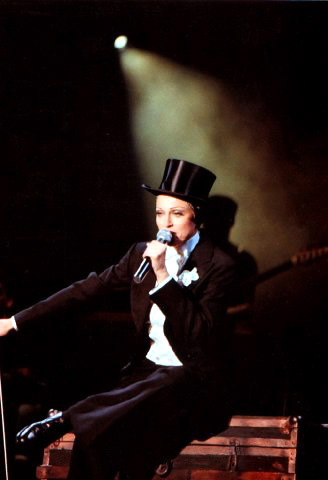
Madonna durante Like a Virgin

Dopo Bye Bye Baby in cui Madonna si esibisce con le coriste in uno spettacolo burlesque e l'ispanica I'm going Bananas, tratta dall'album I'm Breathless, Madonna canta La Isla Bonita affiancata sul palco dal chitarrista Paul Pesco. In seguito Madonna esegue Holiday vestita in abiti militari con alle spalle una gigantesca bandiera americana.
Per l'encore, Madonna e i suoi ballerini tornano sul palco in abiti vittoriani ed eseguono Justify My Love, con uno sfondo a scacchiera. Quando il brano termina, il sipario cala e si può udire una outro. Successivamente il sipario si rialza, mentre l'artista canta un brevissimo frammento di Everybody Is a Star, per poi eseguire una nuova versione di Everybody. Al termine di quest'ultima, Pierrot appare sul palco e rivela che in realtà non è altro che Madonna stessa, riprendendo la frase "Everybody is a star" (Ognuno è una stella) e chiudendo lo show.

## Scaletta
I atto - Dominatrix
1. The Girlie Theme (Intro)
2. Erotica
3. Fever
4. Vogue
5. Rain (contiene elementi di Just My Imagination e Singin' in the Rain)

II atto - Studio 54
1. Express Yourself
2. Deeper and Deeper (contiene elementi di It Takes Two e Love to Love You Baby)
3. Why's It So Hard
4. In This Life
5. The Beast Within (interludio ballato)

III atto - Weimar Cabaret
1. Like a Virgin (contiene elementi di Falling in Love Again)
2. Bye Bye Baby
3. I'm Going Bananas
4. La isla bonita
5. Holiday (contiene elementi di Holiday for Calliope)

IV atto - Encore
1. Justify My Love (Orbit Mix)
2. Everybody Is a Star / Everybody (contiene elementi di Dance to the Music e After the Dance)
3. The Girlie Theme (Outro)

Note
- Nella prima data a Buenos Aires è stata eseguita Don't Cry for Me Argentina.
- Nella data a Rio de Janeiro è stata eseguita Garota de Ipanema.

## Artisti d'apertura
La seguente lista rappresenta il numero correlato agli artisti d'apertura nella tabella delle date del tour.
- Yonca Evcimik = 1
- Kenan Doğulu = 2
- U.N.V. = 3
- Mario Pelchat = 4
- Peter Andre = 5

## Date
| Data              | Città             | Stato       | Luogo                                      | Artisti d'apertura | Pubblico                     | Incasso     |
| Europa            | Europa            | Europa      | Europa                                     | Europa             | Europa                       | Europa      |
| ----------------- | ----------------- | ----------- | ------------------------------------------ | ------------------ | ---------------------------- | ----------- |
| 25 settembre 1993 | Londra            | Regno Unito | Stadio di Wembley                          | N.D.               | N.D.                         | N.D.        |
| 26 settembre 1993 | Londra            | Regno Unito | Stadio di Wembley                          | N.D.               | N.D.                         | N.D.        |
| 28 settembre 1993 | Parigi            | Francia     | Palazzo dello Sport di Parigi-Bercy        | N.D.               | N.D.                         | N.D.        |
| 29 settembre 1993 | Parigi            | Francia     | Palazzo dello Sport di Parigi-Bercy        | N.D.               | N.D.                         | N.D.        |
| 1º ottobre 1993   | Parigi            | Francia     | Palazzo dello Sport di Parigi-Bercy        | N.D.               | N.D.                         | N.D.        |
| Asia              |                   |             |                                            |                    |                              |             |
| 4 ottobre 1993    | Tel Aviv          | Israele     | Parco Hayarkon                             | N.D.               | N.D.                         | N.D.        |
| Europa            |                   |             |                                            |                    |                              |             |
| 7 ottobre 1993    | Istanbul          | Turchia     | Stadio BJK İnönü                           | 1 ; 2              | N.D.                         | N.D.        |
| Nord America      |                   |             |                                            |                    |                              |             |
| 11 ottobre 1993   | Toronto           | Canada      | SkyDome                                    | 3                  | 50.880 / 50.880              | $1.494.532  |
| 12 ottobre 1993   | Toronto           | Canada      | SkyDome                                    | 3                  | 50.880 / 50.880              | $1.494.532  |
| 14 ottobre 1993   | New York          | Stati Uniti | Madison Square Garden                      | 3                  | 43.353 / 43.353              | $2.020.475  |
| 15 ottobre 1993   | New York          | Stati Uniti | Madison Square Garden                      | 3                  | 43.353 / 43.353              | $2.020.475  |
| 17 ottobre 1993   | New York          | Stati Uniti | Madison Square Garden                      | 3                  | 43.353 / 43.353              | $2.020.475  |
| 19 ottobre 1993   | Filadelfia        | Stati Uniti | The Spectrum                               | 3                  | 13.810 / 13.810              | $500.280    |
| 21 ottobre 1993   | Auburn Hills      | Stati Uniti | The Palace                                 | 3                  | 15.705 / 15.705              | $600.355    |
| 23 ottobre 1993   | Montréal          | Canada      | Stadio Olimpico                            | 4                  | 51.900 / 51.900              | $1.650.353  |
| Centro America    |                   |             |                                            |                    |                              |             |
| 26 ottobre 1993   | Bayamón           | Porto Rico  | Stadio Juan Ramón Loubriel                 | N.D.               | N.D.                         | N.D.        |
| Sud America       |                   |             |                                            |                    |                              |             |
| 30 ottobre 1993   | Buenos Aires      | Argentina   | Stadio Monumental Antonio Vespucio Liberti | N.D.               | N.D.                         | N.D.        |
| 31 ottobre 1993   | Buenos Aires      | Argentina   | Stadio Monumental Antonio Vespucio Liberti | N.D.               | N.D.                         | N.D.        |
| 3 novembre 1993   | San Paolo         | Brasile     | Stadio Morumbi                             | N.D.               | N.D.                         | N.D.        |
| 6 novembre 1993   | Rio de Janeiro    | Brasile     | Stadio Maracanã                            | N.D.               | N.D.                         | N.D.        |
| Nord America      |                   |             |                                            |                    |                              |             |
| 10 novembre 1993  | Città del Messico | Messico     | Autodromo Hermanos Rodríguez               | N.D.               | 137.234 / 137.234            | $8.927.703  |
| 11 novembre 1993  | Città del Messico | Messico     | Autodromo Hermanos Rodríguez               | N.D.               | 137.234 / 137.234            | $8.927.703  |
| 13 novembre 1993  | Città del Messico | Messico     | Autodromo Hermanos Rodríguez               | N.D.               | 137.234 / 137.234            | $8.927.703  |
| Oceania           |                   |             |                                            |                    |                              |             |
| 19 novembre 1993  | Sydney            | Australia   | Sydney Cricket Ground                      | 5                  | N.D.                         | N.D.        |
| 24 novembre 1993  | Brisbane          | Australia   | ANZ Stadium                                | 5                  | N.D.                         | N.D.        |
| 26 novembre 1993  | Melbourne         | Australia   | Melbourne Cricket Ground                   | 5                  | N.D.                         | N.D.        |
| 27 novembre 1993  | Melbourne         | Australia   | Melbourne Cricket Ground                   | 5                  | N.D.                         | N.D.        |
| 29 novembre 1993  | Melbourne         | Australia   | Melbourne Cricket Ground                   | 5                  | N.D.                         | N.D.        |
| 1º dicembre 1993  | Adelaide          | Australia   | Adelaide Oval                              | 5                  | N.D.                         | N.D.        |
| 3 dicembre 1993   | Sydney            | Australia   | Sydney Cricket Ground                      | 5                  | N.D.                         | N.D.        |
| 4 dicembre 1993   | Sydney            | Australia   | Sydney Cricket Ground                      | 5                  | N.D.                         | N.D.        |
| Asia              |                   |             |                                            |                    |                              |             |
| 7 dicembre 1993   | Fukuoka           | Giappone    | Fukuoka Dome                               | N.D.               | N.D.                         | N.D.        |
| 8 dicembre 1993   | Fukuoka           | Giappone    | Fukuoka Dome                               | N.D.               | N.D.                         | N.D.        |
| 9 dicembre 1993   | Fukuoka           | Giappone    | Fukuoka Dome                               | N.D.               | N.D.                         | N.D.        |
| 13 dicembre 1993  | Tokyo             | Giappone    | Tokyo Dome                                 | N.D.               | N.D.                         | N.D.        |
| 14 dicembre 1993  | Tokyo             | Giappone    | Tokyo Dome                                 | N.D.               | N.D.                         | N.D.        |
| 16 dicembre 1993  | Tokyo             | Giappone    | Tokyo Dome                                 | N.D.               | N.D.                         | N.D.        |
| 17 dicembre 1993  | Tokyo             | Giappone    | Tokyo Dome                                 | N.D.               | N.D.                         | N.D.        |
| 19 dicembre 1993  | Tokyo             | Giappone    | Tokyo Dome                                 | N.D.               | N.D.                         | N.D.        |
| Totale            | Totale            | Totale      | Totale                                     | Totale             | 1.279.123 / 1.279.123 (100%) | $15.193.698 |

### Cancellazioni
| Data           | Città                | Stato    | Luogo               | Causa               |
| Europa         | Europa               | Europa   | Europa              | Europa              |
| -------------- | -------------------- | -------- | ------------------- | ------------------- |
| 2 ottobre 1993 | Francoforte sul Meno | Germania | Festhalle Frankfurt | Difficoltà tecniche |

## Registrazioni
- La radio BBC1, registrò e mandò in onda il concerto, registrato a Londra il 26 settembre, censurando alcune parti.
- La HBO, dopo l'enorme successo di pubblico riscosso con la programmazione del precedente concerto, il Blond Ambition Tour, che, secondo i dati ufficiali ebbe oltre quattro milioni di telespettatori[9], registrò e mandò in onda il concerto del 19 novembre da Sydney. Originariamente la data doveva essere quella del 20 novembre, sempre dal Cricket Ground di Sydney, ma a causa di un'incessante pioggia, la data fu cancellata e venne mandata in onda la registrazione del 19 novembre. In Italia, la televisione satellitare a pagamento Tele + ne acquistò i diritti per la diretta Via Satellite da Sydney, ma proprio per la cancellazione dell'evento, il concerto non venne mai trasmesso. La stessa registrazione del 19 novembre, con un pubblico sold-out di 45.000 persone[10], venne realizzata commercialmente su DVD, Laserdisk e VHS con il titolo The Girlie Show - Live Down Under. Nel 2012 la Warner Music confermò la rimasterizzazione per l'uscita, nel 2013, in formato Blu-ray, del concerto di Sydney, ma successivamente annullato[11].
- La seconda data di Fukuoka, in Giappone, fu trasmessa in TV dalla NHK, ma mai realizzata commercialmente come avvenne per il Blond Ambition Tour.

## Personale
- Direttore musicale: Jai Winding
- Scenografia e regia: Christopher Ciccone
- Costumi: Dolce & Gabbana e Rob Saduski
- Coreografie: Keith Young, Alex Magno, Michelle Johnson e Niki Harris
- Assistente di Madonna: Missy Coggiola
- Luci: Peter Morse
- Produttore: Jeffrey Hornaday

### La Band
- Tastiere: Jai Winding, Michael Bearden, Mike McKnight
- Chitarra: Paul Pesco
- Basso: Victor Bailey
- Batteria: Omar Hakim
- Percussioni: Luis Conte
- Coriste: Niki Harris, Donna DeLory
- Ballerini: Ungela Brockman, Christopher Childers, Michael Gregory, Carrie Ann Inaba, Jill Nicklaus, Ruth Taveras-Inchaustegui, Carlton Wilborn, Luca Tommassini

## I numeri
85 giorni di durata del tour (dal 25 settembre al 19 dicembre 1993)
39 rappresentazioni dello spettacolo
21 città toccate dal tour in 6 continenti (Nord America e Canada, Centro America, Sud America, Asia, Europa, Oceania)
1 show cancellato
120 minuti di durata dello show
15 brani eseguiti durante lo show
2 coriste e 8 ballerini sul palco insieme a Madonna
1.279.123 spettatori
15.193.698 dollari incassati